# زورق مهتاب
زورق مهتاب نام یک آلبوم موسیقی اثر عبدالحسین مختاباد، هنرمند ایرانی است که در سبک سنتی ایرانی تهیه شده و دارای ۱۰ آهنگ است.

## شرح آلبوم

### فهرست آهنگ‌ها
- تصنیف زورق مهتاب (شعر مشفق کاشانی)
- تصنیف کاروان (شعر سعدی شیرازی)
- رقص مینیاتور (بی کلام)
- تصنیف وصال (شعر فخرالدین عراقی)
- تصنیف نقش دل (شعر صفا لاهوتی)
- زورق مهتاب (بی کلام)
- تصنیف ساقی نامه (شعر مشفق کاشانی)
- تصنیف آفتاب جان (شعر مشفق کاشانی)
- قطعه پرواز
- تصنیف باده شوق (شعر صفا لاهوتی)